# Festival Internacional de Música de Beigang
El Festival Internacional de Música de Beigang (en chino: 北港國際音樂文化藝術節) es un proyecto de la “Asociación Filarmónica de Beigang” (en chino: 雲林縣北港愛樂協會). Tiene lugar en Beigang, Condado de Yunlin, Taiwán. Desde su inicio en 2006, el Festival ha crecido y se ha desarrollado hasta convertirse en el mayor festival de música internacional en Yunlin. El festival ofrece una serie de conciertos, la mayoría a cargo de instrumentos de viento ( a solo, en formación camerística y banda sinfónica), y un programa educativo dentro del Conservatorio Chia-Hu (en chino: 陳家湖音樂學院). El festival también organiza un programa inercultural en el que participan músicos de diferentes nacionalidades. El Director artístico del Festival Internacional de Música de Beigang es el pianista Heinz Chen.

## Beigang
Beigang (en chino: 北港) es conocido por su templo Chaotian, el cual es el más importante dedicado a la diosa Mazu. Debido a que la escena cultural en Beigang es en general activa sólo en días dedicados al culto, la Asociación Filarmónica de Beigang se ha dedicado a mejorar los sectores de la educación musical y la interpretación en Beigang. La mayoría de las actividades del festival se realizan en el centro de la ciudad.

## Historia
En el año 2005 La Aocicación Filarmónica de Beigang organizó el primer “Festival de Música de Beigang”. Las actuaciones estuvieron a cargo por la Banda de Beigang y alumnos del conservatorio Chia-Hu en Beigang. En el 2006, Heinz Chen fue nombrado director artístico del festival y encargado de elevarlo a un nivel internacional. De esta manera, el “Festival Internacional de Música de Beigang” fue creado. El festival se ha hecho muy popular entre el público local, los medios de comunicación y políticos. 
Cada año, desde el 2005, el gobernador de Yunlin, Su Ji-Feng, ha visitado el festival, entre otros. En el 2007, el Festival recibió al rector de la Hochschule für Musik Detmold, Prof. Martin Christian Vogel

## Concepto
La mayoría de los conciertos tienen lugar en Beigang. Además, también hay actuaciones en Douliu City y Sinying City. Estos eventos están realizados con repertorio de música culta (la comúnmente llamada “música clásica”) pero también hay varias actuaciones de música ligera, por ejemplo el concierto al aire libre de la Noche de Interacción Cultural; la actuación que se ofrece en un restaurante, Club Concert, también ha llegado a ser muy popular. El objetivo del festival es desarrollar un fuerte intercambio cultural entre músicos de diferentes países; también quiere promover la música para los niños y a quienes están dispuestos a experimentar una riqueza de ejemplos de música clásica y relacionada con ella. Por esta razón, se ofrece un proyecto educativo, en el que los intérpretes internacionales comparten sus conocimientos con alumnos de Beigang. Los conciertos y el programa educativo son gratis para los oyentes. Los miembros de la organización del festival quieren compartir la música con todos aquellos que estén interesados y desea llegar a todos los sectores de la población.

## Patrocinadores
El Festival International de Música de Beigang está mantenido por su ayuntamiento, mpresas dedicadas a la música como Júpiter y Kawai, así como el templo Chaotian y algunas empresas locales junto con ayudas particulares están ayudando a financiar el festival. En el 2009, el Festival International de Música de Beigang recibió soporte de la Academia Sibelius, Finlandia.

## Cobertura mediática
El Epoch Times, el magacín semanal nacional New Taiwan, periódicos y canales de televisión locales han promovido el Festival International de Música de Beigang a través de su cobertura. El "Lippische Landes-Zeitung" (Alemania) publicó un artículo sobre el festival en el 2007.

## Músicos
Los siguientes músicos han sido invitados desde el 2006
- Lauri Bruins, clarinete
- Anita Farkas, flauta
- Paz Aparicio García, saxofón
- Noémi Györi, flauta
- Wilfried Stefan Hanslmeier, trombón
- Philipp Hutter, trompeta
- Christina Jacobs, saxofón
- Anniina Karjalainen, trompeta
- Sofia Kayaya, flauta
- Mizuho Kojima, trombón y bombardino
- Zoltán Kövér, trompeta
- Anna Krauja, soprano
- Paavo Maijala, piano
- Tapio Paavilainen, trombón
- Lauri Sallinen, clarinete
- Juuso Wallin, trompa

## Asociación Filarmónica de Beigang
La Asociación Filarmónica de Beigang es la principal organizadora del festival. Sus miembros trabajan de forma gratuita y a nivel de voluntariado. 